# Mário Hugo Ladeira
Mário Hugo Ladeira (Rio Novo) foi um médico, escritor e político brasileiro do estado de Minas Gerais. Foi eleito deputado estadual em Minas Gerais pelo PR para a 2ª legislatura (1951 - 1955). Ocupou o cargo de Secretário de Estado de Saúde e Assistência no período de 1º/2/1951 a 4/8/1954, sendo substituído na Assembleia por Carlos Vaz de Melo Megale. Foi reeleito deputado estadual em legislaturas consecutivas até a 7ª legislatura (1971 - 1975), totalizando seis mandatos consecutivos na Assembleia Legislativa do Estado de Minas Gerais. Nos dois últimos mandatos, Mário Ladeira foi eleito pela ARENA. Foi Secretário Municipal de Educação e Cultura de Belo Horizonte, de 6 de dezembro de 1968 a 27 de outubro de 1969.